# Телевидение в Омске

### История
Омск стал вторым городом в Сибири после Томска, где появилось телевидение.
Первый телевизионный приёмник появился в Омске в конце 1932 года. Он служил для контроля за первыми московскими опытными передачами изображения. Телеприемников у жителей области тогда не было.
В мае 1954 года группа омских радиолюбителей, в числе которых был Илья Народицкий, в клубе имени В.Н. Подбельского провела первый сеанс телевещания. Изображение из одной комнаты транслировалось в другую.
6 ноября 1954 года был проведена первая полноценная телетрансляция. Ее смогли увидеть десять обладателей телевизора «КВН-49». Вскоре городские власти выделили под любительский телецентр две комнаты в доме на улице Интернациональная, 35.

### Строительство телецентра
В 1955 году по решению ЦК КПСС и Совета Министров СССР в Омске началось строительство профессионального телецентра. Монтаж телевизионной мачты осуществляли сотрудники СМУ треста «Сибстальконструкция». Металлоконструкции для башни поставлял Челябинский трубный завод. Телецентр возвели в самой высокой точке города — на территории дендросада Омского сельскохозяйственного института.
7 ноября 1958 года новый телецентр выпустил в эфир первую передачу. В декабре 1958 года государственная комиссия приняла телецентр в эксплуатацию. Башня высотой 180 метров, построенная по проекту 3803 КМ, обеспечивала вещание в радиусе около 100 километров.
В первые годы телепередачи транслировались 6 дней в неделю (вторник — профилактика). Вещание по будням начиналось в 20:00 и заканчивалось в 23:00. До 1967 года в Омске транслировались только местные телепрограммы. В 1970-е годы в Омской области были построены радиорелейные линии и спутниковые ретрансляторы для передачи телепрограмм по всему региону.
7 ноября 1977 года Омский радиоцентр провел первую цветную трансляцию телевизионной передачи. Омичи смотрели прямую трансляцию праздничной демонстрации и военного парада с Красной площади Москвы. В 1978 году телевизионное вещание в Омске стало цветным.
В 1991 году почти все жители области смотрели программы Центрального телевидения СССР (2 программы и одну омскую). В 1992 году на базе Омской студии телевидения была создана ГТРК «Иртыш» — филиал ВГТРК.

## Телекомпании

#### «ТелеОмск-Акмэ»
«ТелеОмск-АКМЭ» была создана с 7 декабря 1994 года. До 24 декабря 2013 года ежедневно вещала на 9 телевизионном канале с 02:00 до 07:00 и с 17:00 до 00:00 (совместно с телерадиокомпанией «Астра», вещавшей на том же канале остальное время) в городе Омске и близлежащих районах области.
С 24 декабря 2013 года телеканал был закрыт, а на его базе был создан телеканал Продвижение.

#### «Агава»
Телекомпания «Агава» создана с 1 ноября 1996 года. Сетевой партнер — телеканал «ТВ-3 Россия». В эфир выходили омские программы: «Овертайм», «Утро с «Агавой», «Новости НТА», «Клуб деловых людей», «Компьютер-курьер», «Формула здоровья», «Старина». Программы телеканала смотрели жители Омска и близлежащих районов.
«Агава» прекратила вещание с 31 августа 2007 года.

#### «Астра»
Телекомпания «Астра» создана с 24 июня 1993 года, вещала в Омске и районах области на 9-м метровом канале, а также круглосуточно на 34-м дециметровом канале. В первые месяцы «Астра» в основном ретранслировала программы НТВ, однако с 1995 года начала производство и собственных коммерческих и авторских телепрограмм. Среди сетевых партнеров в разное время были 7ТВ, MTV Россия, DTV-Viasat, ТВЦ и другие.
Ликвидирована в 2011 году.

#### «СТВ-3»
Телекомпания СТВ-3 была создана с 5 марта 1995 года. Пятого марта в эфире третьего частотного канала вышла первая передача — информационная программа «День». Генеральным директором канала стал известный омский тележурналист Александр Кулинич. До этого он возглавлял областную студию телевидения (ныне ГТРК «Иртыш»). Сетевым партнером выступал телеканал «ТВ-6».
В 2000 году телекомпания лишилась лицензии на вещание на 3-м частотном канале и была ликвидирована.

#### «Антенна-7»
Вышла в эфир с 9 октября 1995 года. В числе популярных программ — выпуски новостей, авторские программы и ток-шоу. Вещание организовано с телевышки на улице СибНИИСХоз. До 2005 года сетевым партнером выступал телеканал НТВ, с 2006 года — телеканал ТВЦ.
В 2017 году «Антенна-7» участвовала в конкурсе на право вещания на «21 кнопке», но проиграла конкурс «12 каналу». Через три года телекомпания участвовала в конкурсе на получение «22 кнопки», однако безуспешно. Программы телекомпании транслировались в кабельных сетях и IPTV.
С 18 января 2021 года «Антенна-7» прекратила своё вещание.

#### «12 Канал»
Телекомпания «ОРТРК-12 Канал» создана в 14 сентября 1998 года. С 1999 года сетевой партнер — телекомпания REN-TV. В 2009 году в региональных кабельных сетях началась трансляция первого в области регионального круглосуточного телеканала «Омск-24». В марте 2017 года Федеральной конкурсной комиссией по телерадиовещанию «12 Канал» был признан обязательным общедоступным телеканалом Омской области.
С 5 ноября 2019 года программы «12 Канала» стали транслироваться в эфире телеканала ОТР. Первую в России врезку регионального контента в эфир ОТР обеспечил Омский областной радиотелецентр.

#### «Первый городской телеканал»
Кабельный телеканал круглосуточного вещания. Вышел в эфире с 2 сентября 2013 года. Вещает в кабеле интернет провайдеров -"Омские кабельные сети" 25 кнопка, "Дом.ru", "Ростелеком".
Канал имеет собственное производство программ и интервью. Новостную редакцию, освещающую городские проблемы и вопросы.
Эфирное вещание
В эфире Омска вещают 6 аналоговых телеканалов и два цифровых мультиплекса. Все передающее оборудование расположено на объекте Омского филиала РТРС – телебашне на проспекте Мира.
В 2010 году Омский областной радиотелецентр приступил к реализации мероприятий федеральной целевой программы «Развитие телерадиовещания в Российской Федерации на 2009—2018 годы» в регионе. В июле 2015 года завершено строительство сети вещания пакета цифровых телеканалов РТРС-1 (первого мультиплекса). В декабре 2018 года были включены передатчики второго мультиплекса. Цифровая телесеть заработала в полном объеме. 20 цифровых эфирных телеканалов и три радиостанции стали доступны 99,82% жителей.
10 июня 2019 года аналоговые передатчики федеральных телеканалов, входящих в состав цифровых эфирных мультиплексов и обладающих собственными лицензиями на вещание, были отключены.

## Телевидение

### Аналоговые и цифровые каналы
Телеканал «Продвижение» по Ежедневном (с 02:00 до 07:00 и с 17:00 до 00:00) по омскому времени
| ТВК | Частота    | Название                   |
| --- | ---------- | -------------------------- |
| 9   | 199,25 МГц | Продвижение / «ОТВ 3»      |
| 10  | 207,25 МГц | СТС                        |
| 12  | 223,25 МГц | ОРТРК-12 Канал             |
| 29  | 535,25 МГц | Ю                          |
| 34  | 575,25 МГц | телеканал «Солнце» / Астра |
| 50  | 703,25 МГц | Че! / Зодиак               |
| 31  | 554 МГц    | Ртрс-1                     |
| 49  | 698 МГц    | Ртрс-2                     |

### Цифровые эфирные каналы
Все 21 каналов для мультиплекса РТРС-1 и РТРС-2; Пакет радиоканал, включает: «Вести FM», «Радио Маяк», «Радио России / «ГТРК Иртыш».
- Пакет телеканалов РТРС-1 (телевизионный канал 31, частота 554 МГц), включает:

1 «Первый Канал»
2 «Россия-1» / «ГТРК Иртыш»
3 «Матч ТВ»
4 «НТВ»
5 «Пятый Канал»
6 «Россия К»
7 «Россия 24» / «ГТРК Иртыш»
8 «Карусель»
9 «ОТР» / ОРТРК-12 Канал
10 «ТВЦ».
- Пакет телеканалов РТРС-2 (телевизионный канал 49, частота 698 МГц), включает:

11 «РЕН ТВ»
12 «СПАС»
13 «СТС»
14 «Домашний»
15 «ТВ-3»
16 «Пятница!»
17 «Звезда»
18 «Мир»
19 «ТНТ»
20 «МУЗ-ТВ».
- Обязательные общедоступные региональные телеканалы

(«21-я кнопка»): телекомпания «ОРТРК-12 Канал».
(«22-я кнопка»): телекомпания «ОМСК ТВ».

## Радиостанций Омска
- 87,7 Радио России / ГТРК Иртыш
- 88,1 Радио Ваня
- 88,6 Радио Маяк
- 89,1 Радио ENERGY
- 89,5 Радио 7 на семи холмах
- 90,1 Радио Гордость
- 90,5 Радио Вера
- 90,9 Радио Мир
- 91,4 Детское радио
- 91,8 Радио Пи FM
- 92,3 Relax FM
- 97,7 (ПЛАН) Юмор FM
- 98,1 (ПЛАН) Радио Звезда
- 100.6 Наше радио
- 101,0 Радио Дача
- 101,5 Comedy Radio
- 101,9 Европа Плюс
- 102,5 Русское радио
- 103,0 Дорожное радио
- 103,5 Радио 3
- 103,9 Радио Сибирь
- 104,4 Радио Рекорд
- 105,0 Радио MAXIMUM
- 105,7 Ретро FM
- 106,2 Радио Монте-Карло
- 106,8 Авторадио
- 107,3 Новое радио
- 107,8 Вести FM